# Al Weaver
Pour les articles homonymes, voir Weaver.
Alexander Paul Weaver, (Bolton, 3 janvier 1981) est un acteur et écrivain anglais.

## Biographie
Il a étudié le théâtre à la Guildhall School of Music and Drama.

## Filmography

### Film
| Year | Title                      | Role                     | Notes           |
| ---- | -------------------------- | ------------------------ | --------------- |
| 2004 | The Merchant of Venice     | Stephano                 |                 |
| 2005 | Planespotting              | Steve                    | Television film |
| 2005 | Colour Me Kubrick          | Darren                   | Uncredited      |
| 2005 | Doom                       | Mark "Kid" Dantalian     |                 |
| 2006 | Marie Antoinette           | Charles, Count of Artois |                 |
| 2006 | Viva Blackpool             | Vibe                     | Television film |
| 2008 | Me and Orson Welles        | Sam Leve                 |                 |
| 2009 | Unmade Beds                | Kevin                    |                 |
| 2010 | Spoiler                    | Tom                      | Short film      |
| 2010 | Honeymooner                | Jon                      |                 |
| 2011 | Powder                     | Helmet                   |                 |
| 2012 | Chemistry                  | Johan                    | Short film      |
| 2012 | The Frontier               | Ben                      | Television film |
| 2013 | The Theory of Everything   | Hugo John Ellis          | Short film      |
| 2013 | Armistice                  | Gulf war soldier         | Uncredited      |
| 2013 | Things He Never Said       | Paul                     | Short film      |
| 2015 | Kill Your Friends          | Bill                     |                 |
| 2016 | Love Is Thicker Than Water | Adam Berliner            |                 |
| 2017 | We Are Tourists            | Edward                   |                 |
| 2017 | The Last Photograph        | Colin                    |                 |
| 2018 | Colette                    | Schwob                   |                 |
| 2018 | Macbeth                    | Banquo                   |                 |
| 2018 | Blue Iguana                | Tommy Tresham            |                 |
| 2018 | Peterloo                   | Magistrate Hulton        |                 |
| 2020 | The Complex: Lockdown      | Rees Wakefield           |                 |
| 2021 | I'm Not in Love            | Rob Lloyd                |                 |

### Television
| Year           | Title                          | Role                | Notes                           |
| -------------- | ------------------------------ | ------------------- | ------------------------------- |
| 2002           | Brum                           | Yellow Team         | Episode: "Brum the Soccer Hero" |
| 2004           | The Inspector Lynley Mysteries | Billy Slaven        | 2 episodes                      |
| 2007           | Five Days                      | Josh Fairley        | Recurring role; 5 episodes      |
| 2008           | The Devil's Whore              | Christian           | Mini-series; 2 episodes         |
| 2009           | Personal Affairs               | Crawford            | Mini-series; 4 episodes         |
| 2010           | Survivors                      | Kevin               | 2 episodes                      |
| 2010           | Five Daughters                 | Tom Alderton        | Mini-series; 2 episodes         |
| 2010           | Sherlock                       | Andy Galbraith      | Episode: "The Blind Banker"     |
| 2010           | The Nativity                   | Thomas the Apostle  | Mini-series; 4 episodes         |
| 2012           | Secret State                   | Joss Leyton         | Mini-series; 4 episodes         |
| 2013           | Southcliffe                    | Anthony             | Mini-series; 4 episodes         |
| 2014           | The Smoke                      | Tom                 | Mini-series; 1 episode          |
| 2014 - present | Grantchester                   | Leonard Finch       | Series regular; 44 episodes     |
| 2015           | Life in Squares                | Young Leonard Woolf | Mini-series; 2 episodes         |
| 2016           | The Hollow Crown               | Rivers              | 2 episodes                      |
| 2018           | Press                          | James Edwards       | Series regular; 6 episodes      |
| 2019           | The Mallorca Files             | Richard Webb        | Episode: "Number One Fan"       |
| 2022           | The Chelsea Detective          | Simon Turnball      | Episode: "The Wages of Sin"     |
| 2024           | Miss Scarlet and the Duke      | Delaware            | Episode: "Elysium"              |

### Video games
| Year | Game                              | Role           | Notes           |
| ---- | --------------------------------- | -------------- | --------------- |
| 2017 | Xenoblade Chronicles 2            | Rex            | English version |
| 2020 | The Complex                       | Rees Wakefield |                 |
| 2021 | Super Smash Bros. Ultimate        | Rex            | English version |
| 2022 | Who Pressed Mute on Uncle Marcus? | Toby           |                 |

## Theatre credits
| Year | Title                      | Role                           | Venue                                   | Notes |
| ---- | -------------------------- | ------------------------------ | --------------------------------------- | ----- |
| 2004 | Hamlet                     | Prince Hamlet                  | The Old Vic, London                     |       |
| 2005 | All the Ordinary Angels    | Lino Raffa                     | Royal Exchange, Manchester              |       |
| 2006 | Malvolio and His Masters   | Sir Andrew Aguecheek           | Southwark Playhouse, London             |       |
| 2006 | Coram Boy                  | Meshak                         | Olivier Theatre, London                 |       |
| 2007 | The Waltz of the Toreadors | Gaston                         | Chichester Festival Theatre, Chichester |       |
| 2007 | How to Curse               | Nick                           | Bush Theatre, London                    |       |
| 2009 | Toyer                      | Peter                          | Arts Theatre, London                    |       |
| 2010 | House of Games             | Billy Hahn                     | Almeida Theatre, London                 |       |
| 2010 | Bea                        | Not Gay Ray                    | Soho Theatre, London                    |       |
| 2011 | The Seagull                | Konstantin Gavrilovich Treplev | Arcola Theatre, London                  |       |
| 2011 | Inadmissible Evidence      | Jones                          | Donmar Warehouse, London                |       |
| 2013 | Rough Cuts                 |                                | Royal Court Theatre, London             |       |
| 2013 | The Pride                  | Oliver                         | Trafalgar Theatre, London               |       |
| 2018 | Moonlight                  | Jake                           | Harold Pinter Theatre, London           |       |